# جوردی کاناس پرز

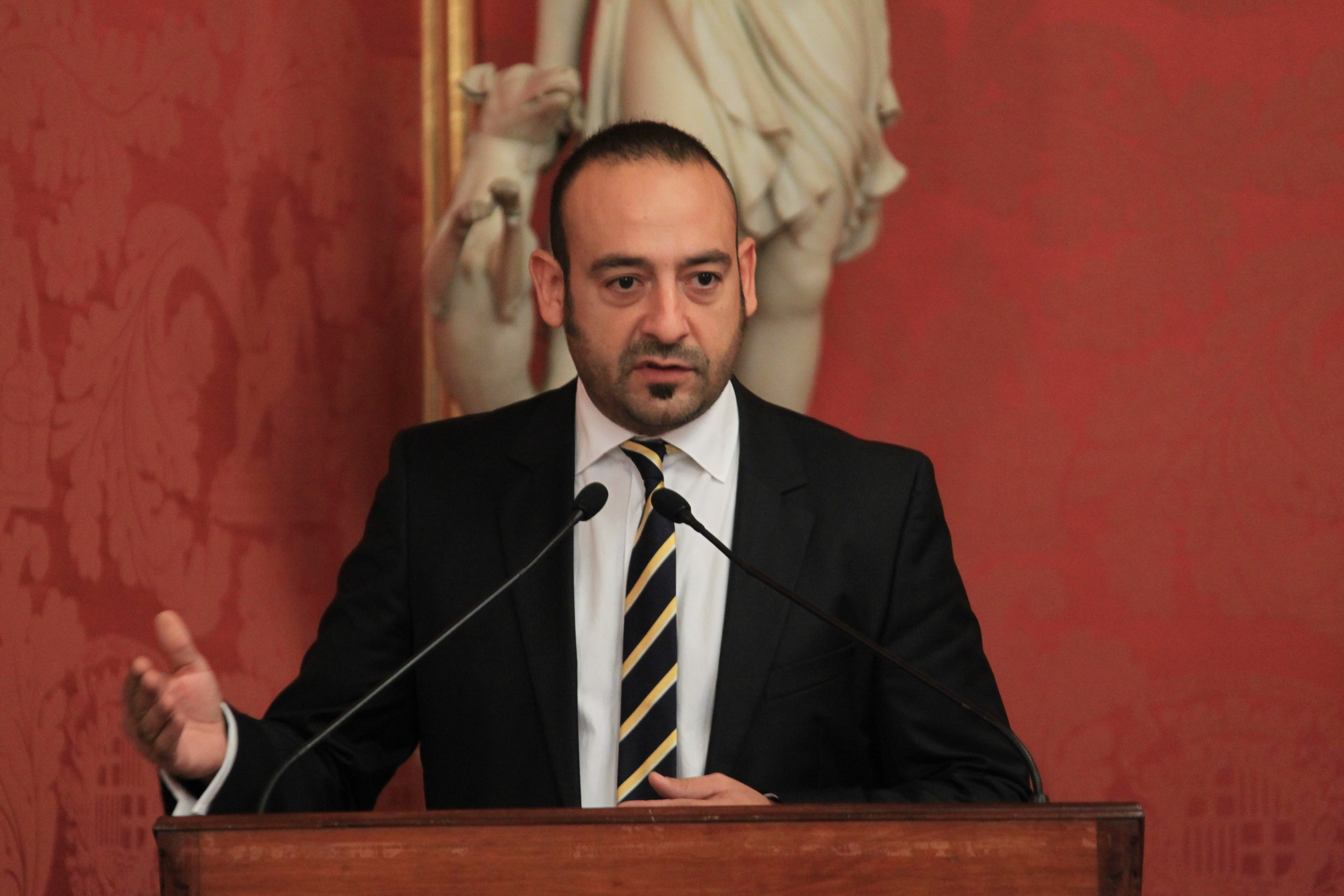
جوردی کاناس پرز

جوردی کاناس پرز (بارسلون، ۱۲ دسامبر ۱۹۶۹) یک سیاستمدار اسپانیایی از حزب شهروندان اسپانیا (Cs)، معاون پارلمان کاتالونیا بین سال‌های ۲۰۱۰ تا ۲۰۱۴ و از سال ۲۰۱۹ معاون پارلمان اروپا است. جوردی کاناس دارای مدرک جغرافیا و تاریخ، متخصص در پیش از تاریخ و تاریخ باستان، از دانشگاه بارسلونا است.